# Ivo Daalder
Ivo H. Daalder (né le 2 mars 1960 à La Haye aux Pays-Bas) est un universitaire, politologue, un conseiller en politique étrangère et auteur américain. Chercheur en relations internationales à la Brookings Institution, il travailla pour le Conseil de sécurité nationale des États-Unis sous l'administration Clinton et conseilla les candidats démocrates Howard Dean en 2004 et Barack Obama en 2008 lors de leur campagne présidentielle.

## Ouvrages
- In the Shadow of the Oval Office: Portraits of the National Security Advisers and the Presidents they Serve—From JFK to George W. Bush, with I.M. Destler. (Simon & Schuster, 2009).
- 'Beyond Preemption: Force and Legitimacy in a Changing World (2007).
- The Crescent of Crisis: U.S.-European Strategy for the Greater Middle East, coécrit avec Nicole Gnesotto et Phil Gordon (2006).
- America Unbound: The Bush Revolution in Foreign Policy, avec James M. Lindsay (2003). Vainqueur du Lionel Gelber Prize de 2003. Une version révisée et mise à jour fut publiée en 2005 chez John Wiley & Sons in 2005.
- Protecting the American Homeland: One Year on, avec Michael O'Hanlon (rédacteur), I. M. Destler, David L. Gunter, Robert Litan, Peter Orszag et James Steinberg (2003).
- Protecting the American Homeland: A Preliminary Analysis, avec Michael O'Hanlon (rédacteur), I. M. Destler, David L. Gunter, Robert Litan, Peter Orszag et James Steinberg (2002).
- Winning Ugly: NATO’s War to Save Kosovo, avec Michael E. O’Hanlon (2000).
- Getting to Dayton: The Making of America’s Bosnia Policy (2000).

## Source
- (en) Cet article est partiellement ou en totalité issu de l’article de Wikipédia en anglais intitulé « Ivo Daalder » (voir la liste des auteurs).